# Ateuchus klugi
Ateuchus klugi là một loài bọ cánh cứng trong họ Bọ hung (Scarabaeidae).